# 8550 Hesiodos
8550 Hesiodos è un asteroide della fascia principale. Scoperto nel 1994, presenta un'orbita caratterizzata da un semiasse maggiore pari a 3,9430493 UA e da un'eccentricità di 0,2592201, inclinata di 2,88104° rispetto all'eclittica.
Fa parte della famiglia di asteroidi Schubart, all'interno del gruppo dinamico Hilda, che si trova in risonanza 2:3 col pianeta Giove.
L'asteroide è dedicato al poeta greco antico Esiodo.